# Christine de Saxe (1505-1549)
Pour les articles homonymes, voir Christine de Saxe.
Christine de Saxe (25 décembre 1505 – 15 avril 1549) est une aristocrate allemande, landgravine de Hesse. Elle est régente de Hesse en 1547-1549.

## Biographie
Elle est la fille aînée survivante de Georges de Saxe "le Barbu", duc de Saxe et Barbara Jagellon. Ses grands-parents paternels sont Albert III de Saxe et Sidonie de Bohême. Ses grands-parents maternels sont Casimir IV Jagellon, roi de Pologne et Élisabeth de Habsbourg.
Le 11 décembre 1523 à Cassel, elle épouse le comte Philippe Ier de Hesse, appelé "le magnanime". Ils ont dix enfants. Le mariage est arrangé, afin de forger une alliance entre Hesse et de Saxe, et est malheureux. Philippe affirme être dégoûté par elle et partage son lit seulement par devoir.
Alors qu'il est marié à Christine, Philippe pratique la bigamie et a neuf enfants avec son autre femme (morganatique), Margarethe von der Saale; en 1540, Christine donne son consentement à cette bigamie. De la Saale, cependant, n'a jamais été vue à la cour. Au cours de l'absence et de captivité de Philippe, en 1547-49, Christine est régente conjointement avec son fils.

## Descendance
1. Agnès de Hesse (31 mai 1527 - 4 novembre 1555), mariée à Marbourg le 9 janvier 1541 à Maurice de Saxe, électeur de Saxe et à Weimar le 26 mai 1555 à Jean-Frédéric II de Saxe.
2. Anne de Hesse (26 octobre 1529 - 10 juillet 1591), mariée le 24 février 1544 à Wolfgang de Bavière, duc palatain de Deux-Ponts.
3. Guillaume IV de Hesse-Cassel (1532-1592), landgrave de Hesse-Cassel, épouse en 1566 Sabine de Wurtemberg (1549-1581).
4. Philippe-Louis (29 juin 1534 - 31 août 1535).
5. Barbara de Hesse (8 avril 1536 - 8 juin 1597), mariée à Reichenweier le 10 septembre 1555 au duc Georges Ier de Wurtemberg et à Cassel, le 11 novembre 1568 à Daniel de Waldeck.
6. Louis IV de Hesse-Marbourg (27 mai 1537 - 9 octobre 1604).
7. Élisabeth de Hesse (13 février 1539 - 14 mars 1582), mariée le 8 juillet 1560 à Louis VI du Palatinat, électeur palatin.
8. Philippe II de Hesse-Rheinfels (22 avril 1541 - 20 novembre 1583).
9. Christine de Hesse (29 juin 1543 - 13 mai 1604), mariée à Gottorp le 17 décembre 1564 à Adolphe de Holstein-Gottorp, duc de Holstein-Gottorp.
10. Georges Ier de Hesse-Darmstadt (1547-1596), landgrave de Hesse-Darmstadt, épouse en 1572 Madeleine de Lippe (1552-1587) puis en 1589 Éléonore de Wurtemberg (de) (1552-1618).